# 伊藤美穂
伊藤 美穂（いとう みほ、12月25日生）は、日本の女性声優。銀プロダクション所属。宮崎県日向市出身。身長153cm、体重46kg。

## 出演作品

### テレビアニメ
- しまじろう ヘソカ
- まりあ†ほりっく（皐月千史、親衛隊1）
- まりあ†ほりっく あらいぶ（皐月千史、西崎先生、親衛隊A）

### 吹き替え
- イキングット（アウサ）
- マイ・シスターズ・キッズ（アマリエ）
- 黙示録2009 隕石群襲来
- ランダウン ロッキング・ザ・アマゾン ※テレビ東京版

### テレビ番組
- NNN報道特別番組
- 奇跡の扉 TVのチカラ
- 行列のできる法律相談所

### CM
- 伊藤園「ジャスミン茶」
- ふくぶくローン「本田ちよ」

### ゲーム
- ラストストーリー（エルザの母）